# Один сын (Секретные материалы)
«Один сын» (англ. «One Son») — 12-й эпизод 6-го сезона сериала
«Секретные материалы». Премьера
состоялась 14 февраля 1999 года на телеканале FOX.
Эпизод позволяет более подробно раскрыть так называемую «мифологию сериала», заданную в пилотной серии.
Режиссёр — Роб Боумен, автор сценария — Крис Картер, приглашённые звёзды — Митч Пиледжи, Джеймс Пикенс младший, Крис Оуэнс, Мими Роджерс, Уильям Брюс Дэвис, Вероника Картрайт, Питер Донат, Дин Хэглунд, Брюс Харвуд, Том Брэйдвуд, Лори Холден, Николас Ли, Дон С. Уильямс, Джон Мур, Аль Руссо, Фрэнк Эртл, Скотт Уильямсон.
В США серия получила рейтинг домохозяйств Нильсена, равный 10,1, который означает, что в день
выхода серию посмотрели 16,57 миллиона человек.

## Сюжет
В то время как Кассандра Спендер (Вероника Картрайт) раскрывает Малдеру правду об инопланетном заговоре, Курильщик (Уильям Брюс Дэвис), бывший муж Кассандры, делает то же самое с её сыном, Джеффри Спендером (Крис Оуэнс), в стремлении убедить его работать на Синдикат. Даже когда Малдера обманывает Диана Фоули (Мими Роджерс), Скалли продолжает расследование, и вдвоем находят неожиданного союзника в лице Спендера. Между тем Синдикат достигает апогея своих планов и его члены истребляются безликими восставшими пришельцами, выступающими против колонизации.
«Один Сын» является прямым продолжением предыдущего эпизода «Два отца» и так же, как и предыдущий эпизод, был написан для того, чтобы устранить Синдикат и перезапустить мифологию сериала в другом направлении. И начало эпизода, и кульминационная сцена, показывающая кончину Синдиката, были сняты в ангарах Аэропорта морской пехоты Тастин в Тастине, Калифорния.